# Hemaris

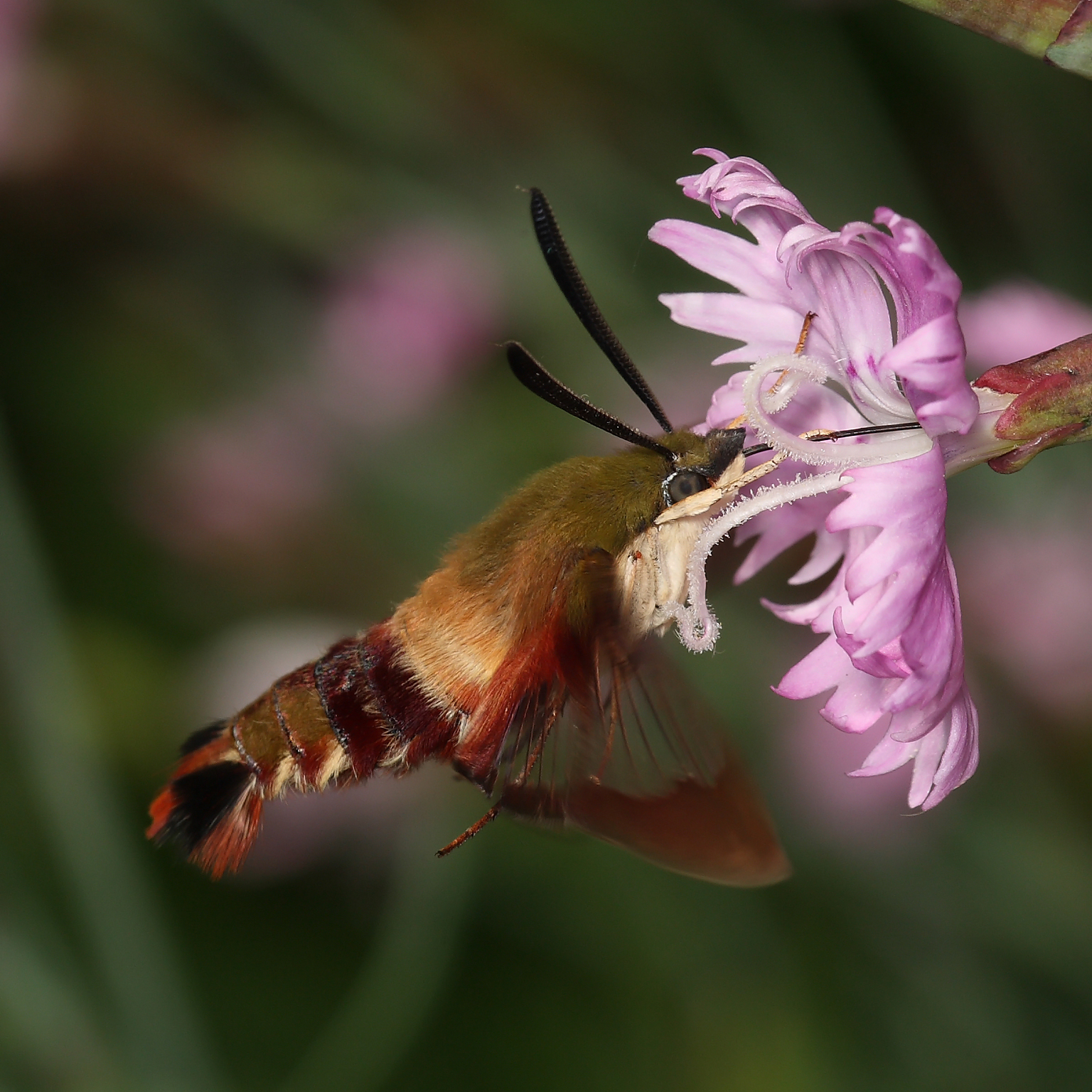
Hemaris thysbe beim Nektarsaugen

Hemaris ist eine Gattung innerhalb der Schmetterlingsfamilie der Schwärmer (Sphingidae).

## Merkmale
Die Imagines sind klein und sehen mit ihrem gedrungenen Körperbau Hummeln ähnlich. Ihre Vorderflügel sind entweder voll beschuppt, oder weisen durchsichtige Bereiche auf, wobei diese bei manchen Arten direkt nach dem Schlupf ebenso beschuppt sind, aber beim ersten Flug abfallen. Die Enden der Flügeladern R2+R3 und R4 der Vorderflügel sind verwachsen. Die Adern Rs und M1 auf den Hinterflügeln entspringen entweder an einem gemeinsamen Punkt auf der Zelle oder an einem kurzen Stiel. Die Zelle selbst ist kurz, aber doppelt so lang, wie breit. Die Adern M3 und Cu1 sind immer voneinander getrennt. Die Fühler sind bei beiden Geschlechtern stark keulenförmig verdickt. Sie sind an der Basis dünn, kurz vor der Spitze enden sie in einem schlanken gekrümmten Haken. Die seitlichen haarigen Schuppen der Stirn überdecken die Facettenaugen. Der Hinterleib endet in einem deutlich ausgeprägten Schuppenbüschel. Die Zwischenräume zwischen den Segmenten sind mit stark ausgebildeten, stacheligen Schuppen besetzt, die flach in mehreren Reihen angeordnet sind. Die Schuppen der ersten Reihe sind breiter als lang und abgerundet. Das siebte Sternit am Hinterleib der Weibchen ist an seiner gesamten Spitze stachelig. Die Hüfte (Coxa) ist bei den mittleren Beinen hinten dreieckig verbreitert. Die Spitze des verbreiterten Bereichs ist sehr spitz zulaufend und vom Körper weggerichtet. Die Hüften der Hinterbeine sind ähnlich geformt, aber nur stumpf verbreitert. Die Tibien der Vorderbeine besitzen an der Spitze Dorne.
Die kleinen, kugeligen Eier sind blass grün glänzend.
Die Raupen haben den typischen Körperbau der Familie. Sie haben zudem einen wulstigen Kragen am Thorax. Sie sind klein und haben einen zylindrisch geformten Körper, der deutlich gekörnt strukturiert ist. Diese Körnchen besitzen meist kleine Borsten. Ihre Färbung ist sehr variabel, die häufigste Form ist grün und braun. Alle Arten besitzen einen blassen Längsstreifen, der auf der Seite des Körpers vom Kopf bis zum Analhorn verläuft. Die Bauchseite der Tiere ist dunkel gefärbt.
Die Puppen haben einen langen und schlanken Körper. Sie sind bei den meisten Arten runzlig und glänzend. Der Saugrüssel ist gekielt. Neben den Augen befindet sich ein auffälliger Tuberkel oder Haken. Der Kremaster ist groß, dreieckig und abgeflacht. Er endet in einem Dornenpaar und trägt seitlich einige weitere Dornen. Die Verpuppung erfolgt in einem locker gesponnenen Kokon.

## Lebensweise
Die Raupen ernähren sich hauptsächlich von krautigen Pflanzen und Büschen aus den Familien der Kardengewächse (Dipsacaceae) und Geißblattgewächse (Caprifoliaceae). Die Verpuppung erfolgt am Erdboden in einem eher festen Kokon aus Seide, in den Pflanzenteile und Ähnliches eingearbeitet werden. Die Puppe ist bei Störung sehr aktiv.

## Systematik
Es sind 22 Arten bekannt, die überwiegend in der Holarktis verbreitet sind; lediglich Hemaris venata kommt in Indonesien und Papua-Neuguinea vor. Drei Arten, der Olivgrüne Hummelschwärmer (Hemaris croatica), der Hummelschwärmer (Hemaris fuciformis) und der Skabiosenschwärmer (Hemaris tityus) kommen auch in Europa vor, vier Arten, Hemaris thysbe, Hemaris gracilis, Hemaris diffinis, Hemaris aethra und Hemaris senta sind aus Nordamerika bekannt. Berücksichtigt man die Variabilität der Gattung Hemaris, ist wahrscheinlich davon auszugehen, dass die in den Tropen der alten Welt verbreitete Gattung Cephonodes, deren Merkmale nicht eindeutig abgegrenzt werden können, mit der Gattung Hemaris zusammengeführt werden muss.
- Hemaris aethra (Strecker, 1875)
- Hemaris affinis (Bremer, 1861)
- Hemaris aksana (Le Cerf, 1923)
- Hemaris alaiana (Rothschild & Jordan, 1903), (Syn.: Hemaris molli Eitschberger, Müller & Kravchenko, 2005)
- Hemaris beresowskii Alphéraky, 1897
- Olivgrüner Hummelschwärmer (Hemaris croatica) (Esper, 1800)
- Hemaris dentata (Staudinger, 1887)
- Hemaris diffinis (Boisduval, 1836)
- Hemaris ducalis (Staudinger, 1887)
- Hummelschwärmer (Hemaris fuciformis) (Linnaeus, 1758)
- Hemaris galunae Eitschberger, Müller & Kravchenko, 2005
- Hemaris gracilis (Grote & Robinson, 1865)
- Hemaris ottonis (Rothschild & Jordan, 1903)
- Hemaris radians (Walker, 1856)
- Hemaris rubra Hampson, [1893]
- Hemaris saundersii (Walker, 1856)
- Hemaris staudingeri Leech, 1890
- Hemaris syra (Daniel, 1939)
- Hemaris thetis Boisduval, 1855
- Hemaris thysbe (Fabricius, 1775)
- Skabiosenschwärmer (Hemaris tityus) (Linnaeus, 1758)
- Hemaris venata (C. Felder, 1861)

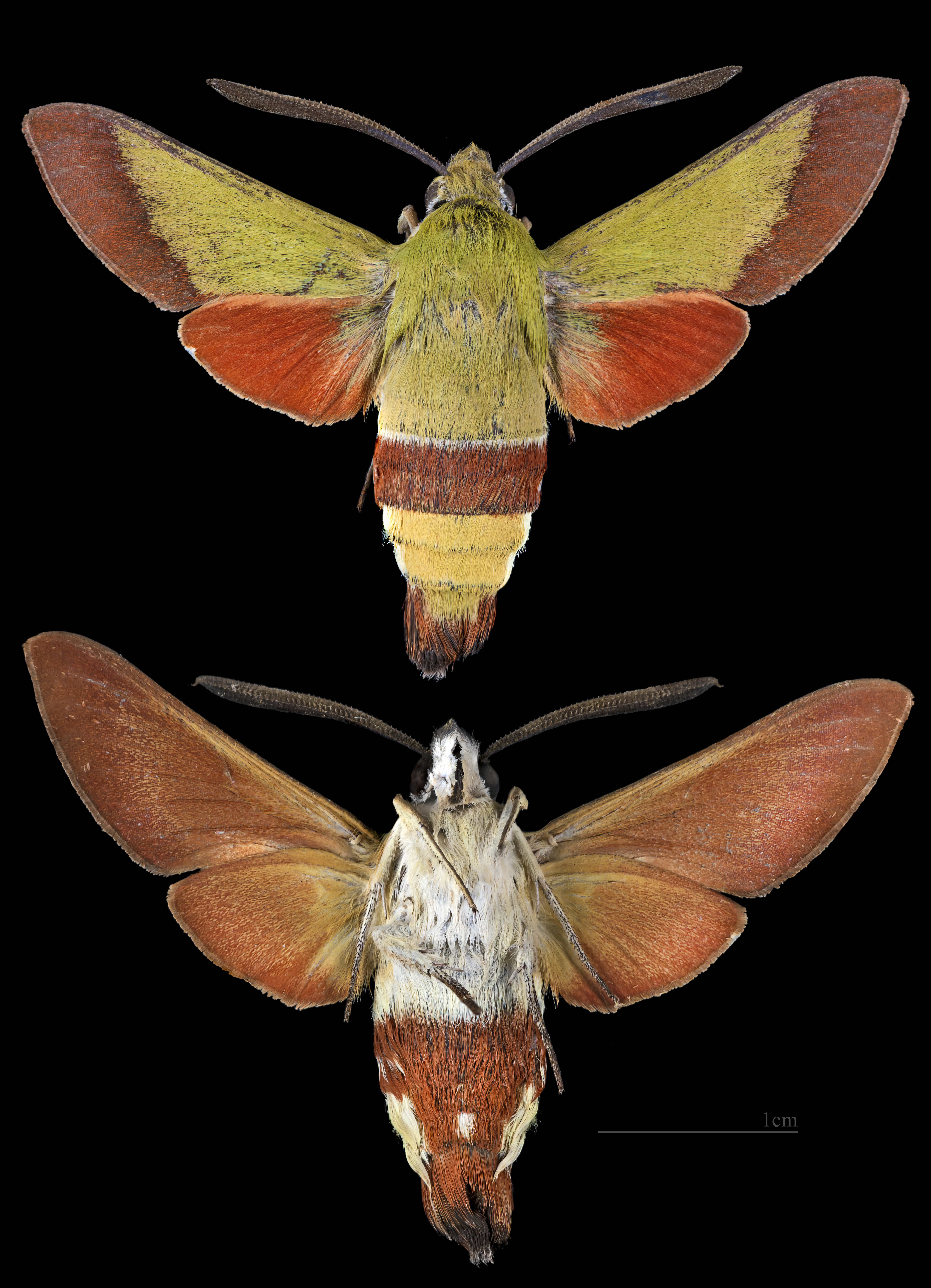
Hemaris croatica
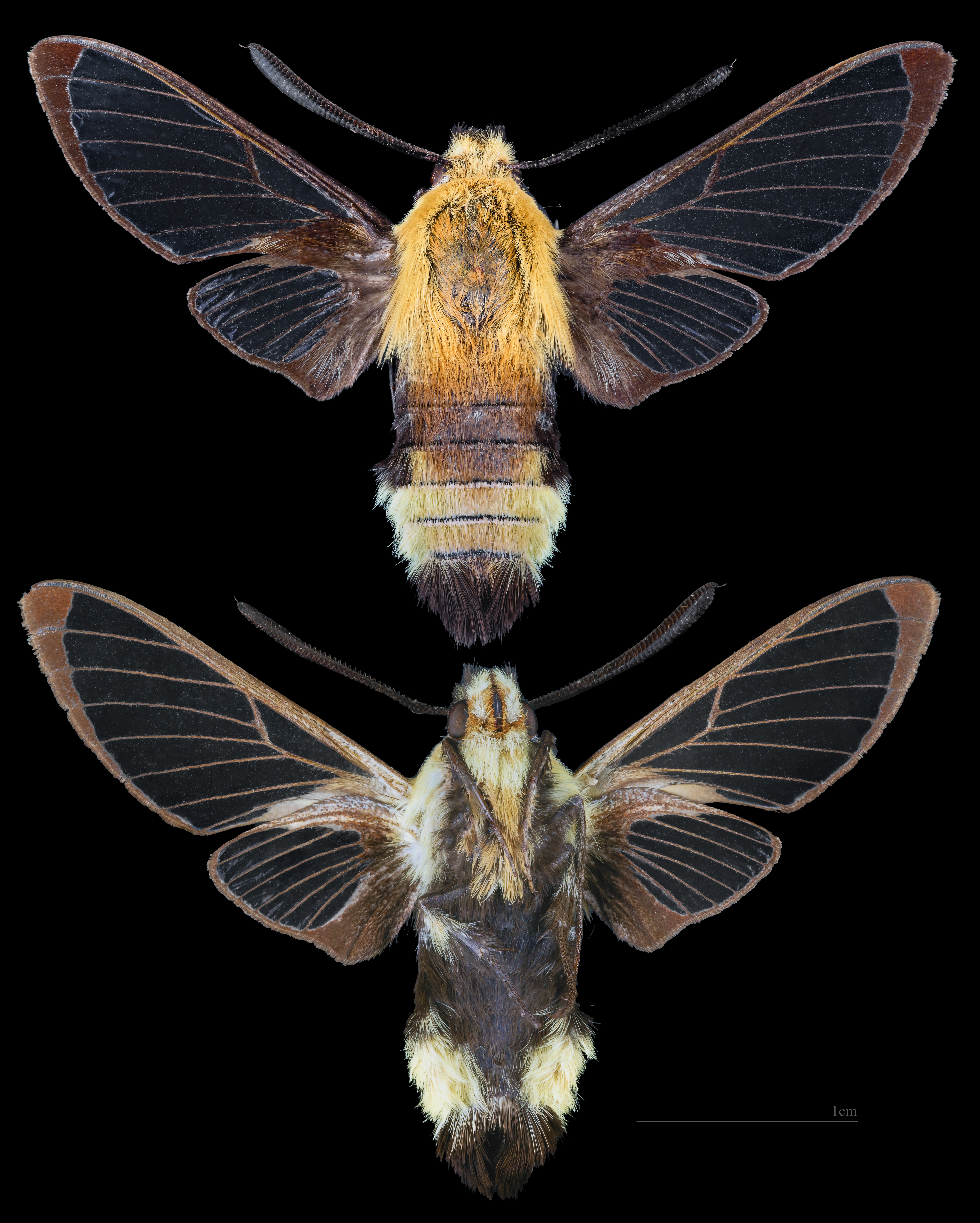
Hemaris diffinis
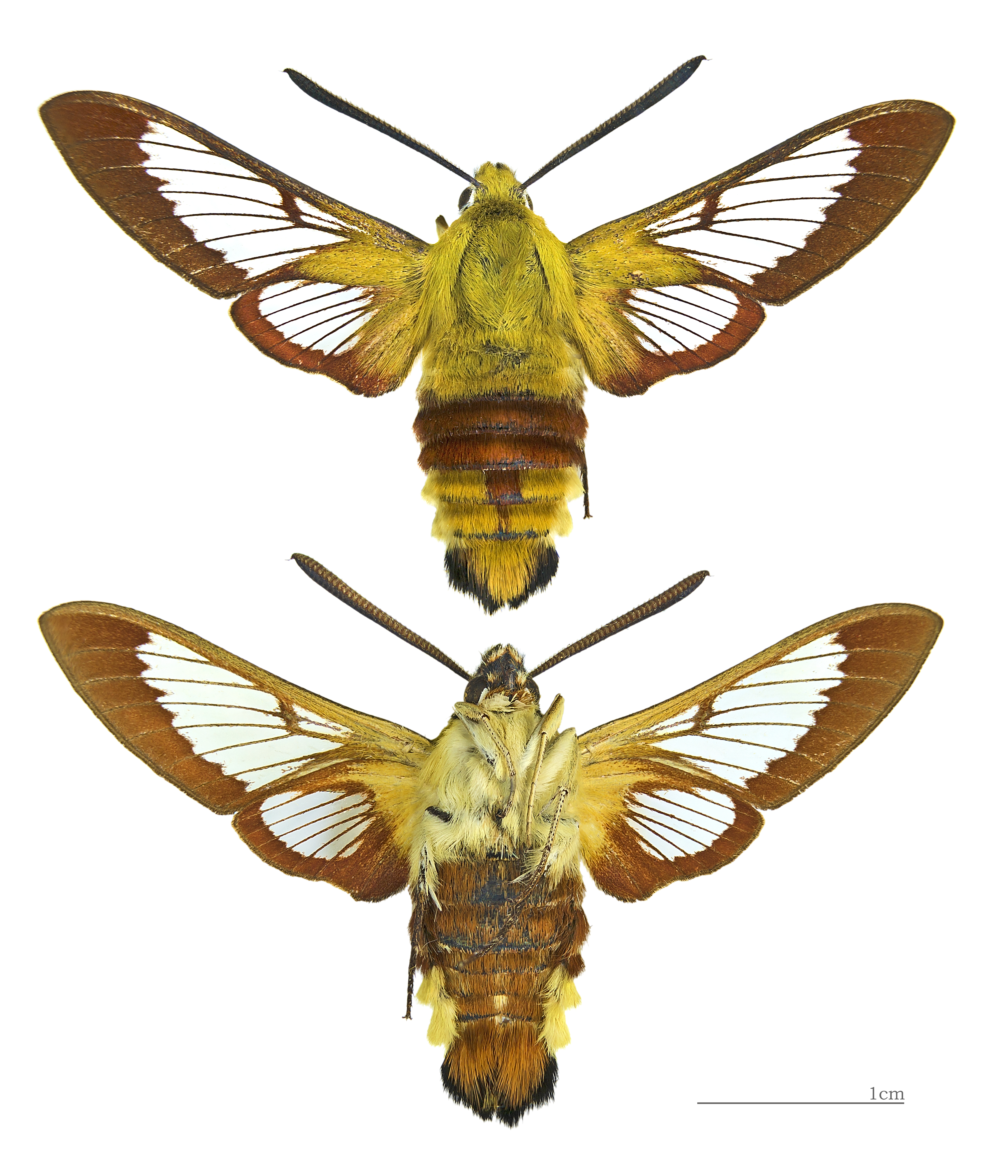
Hemaris fuciformis
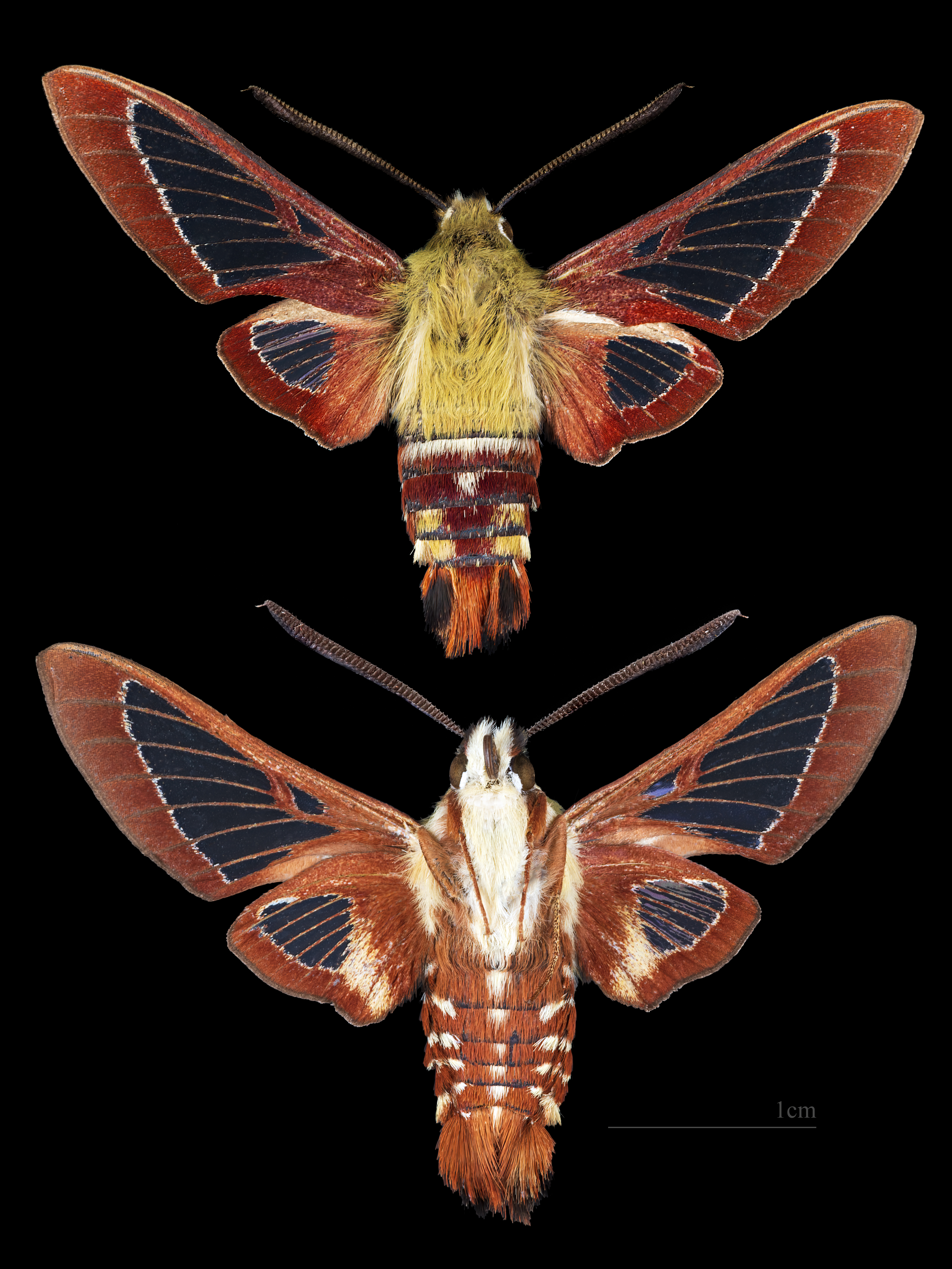
Hemaris gracilis
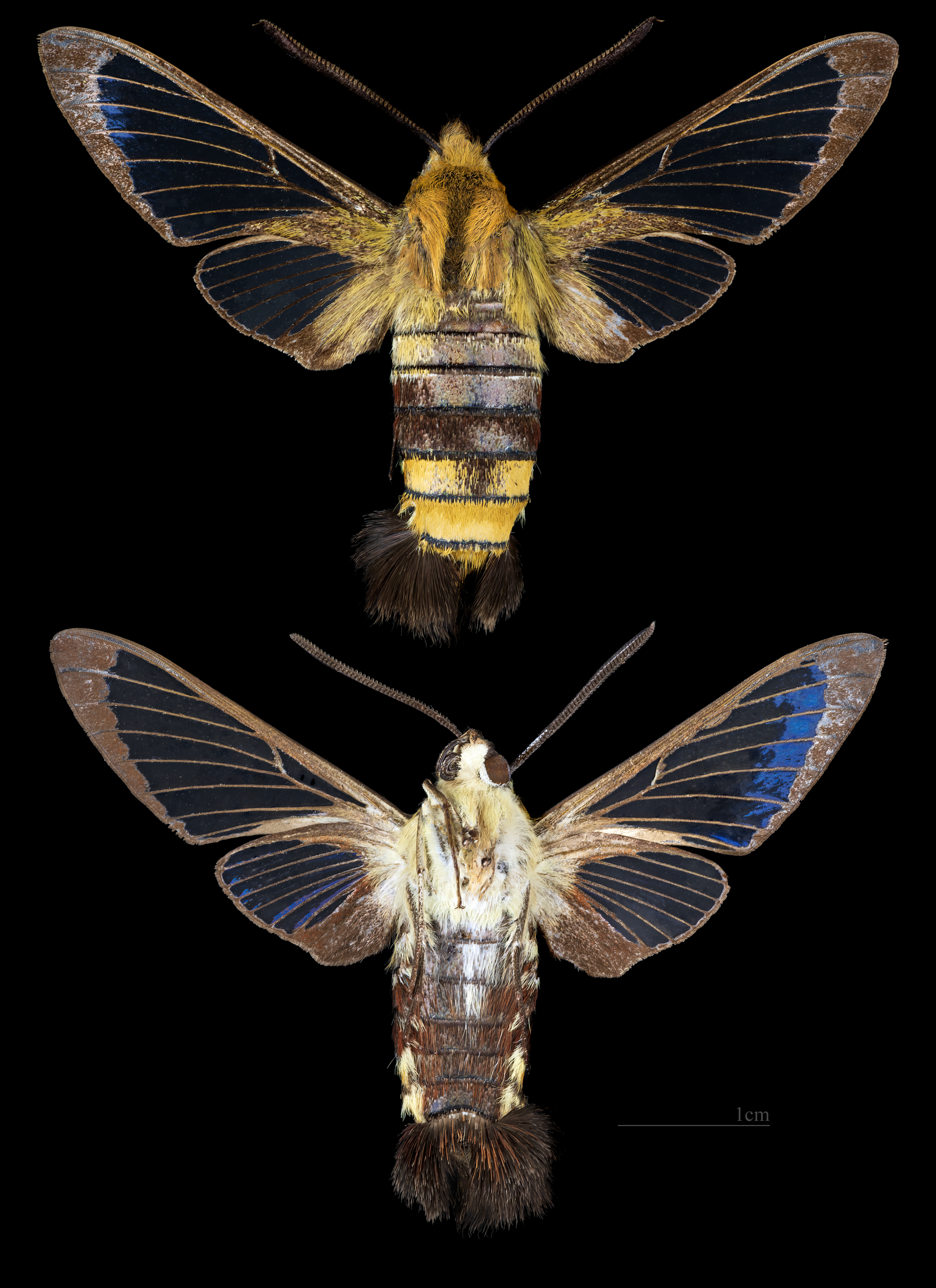
Hemaris saundersii
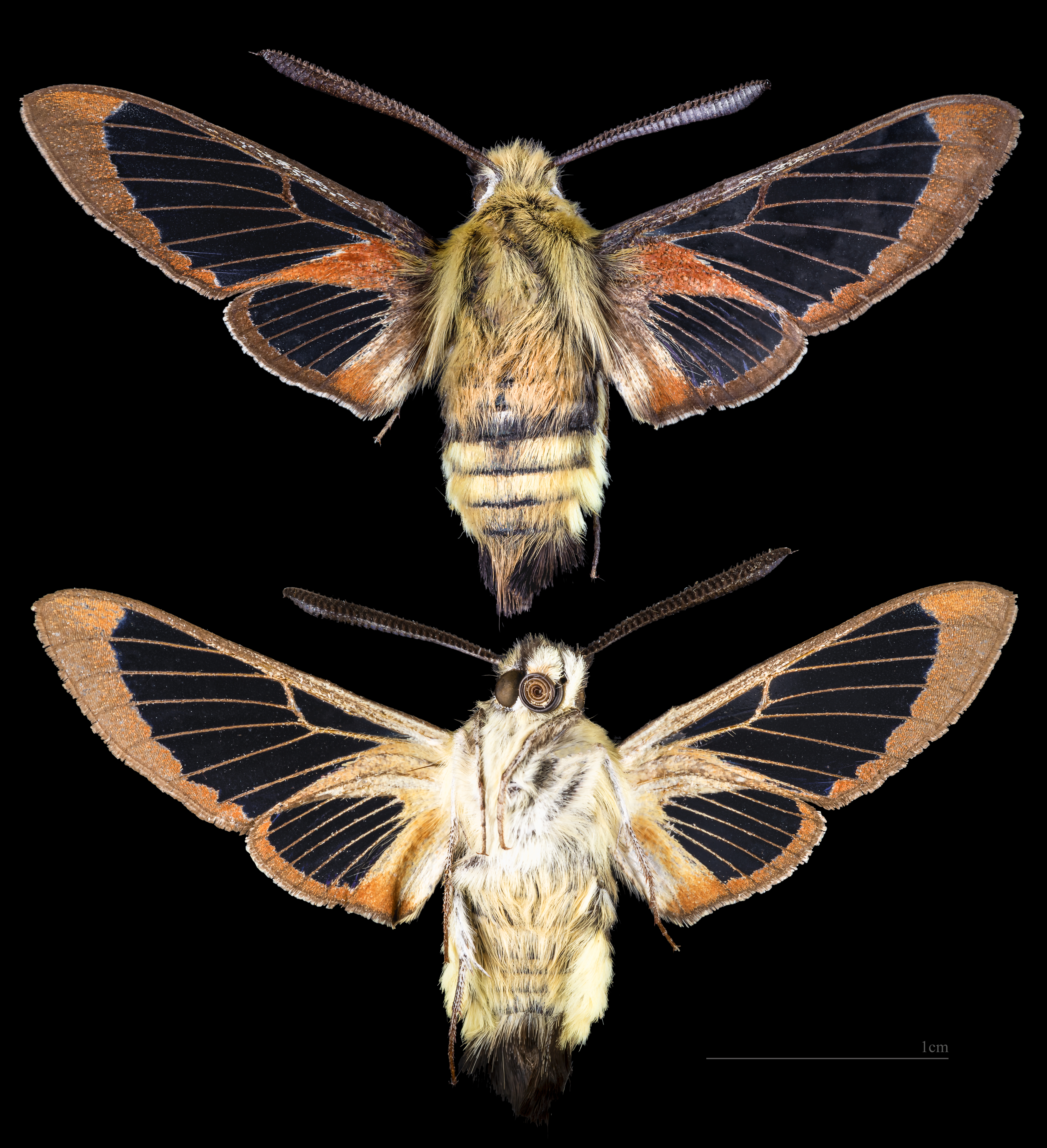
Hemaris thetis
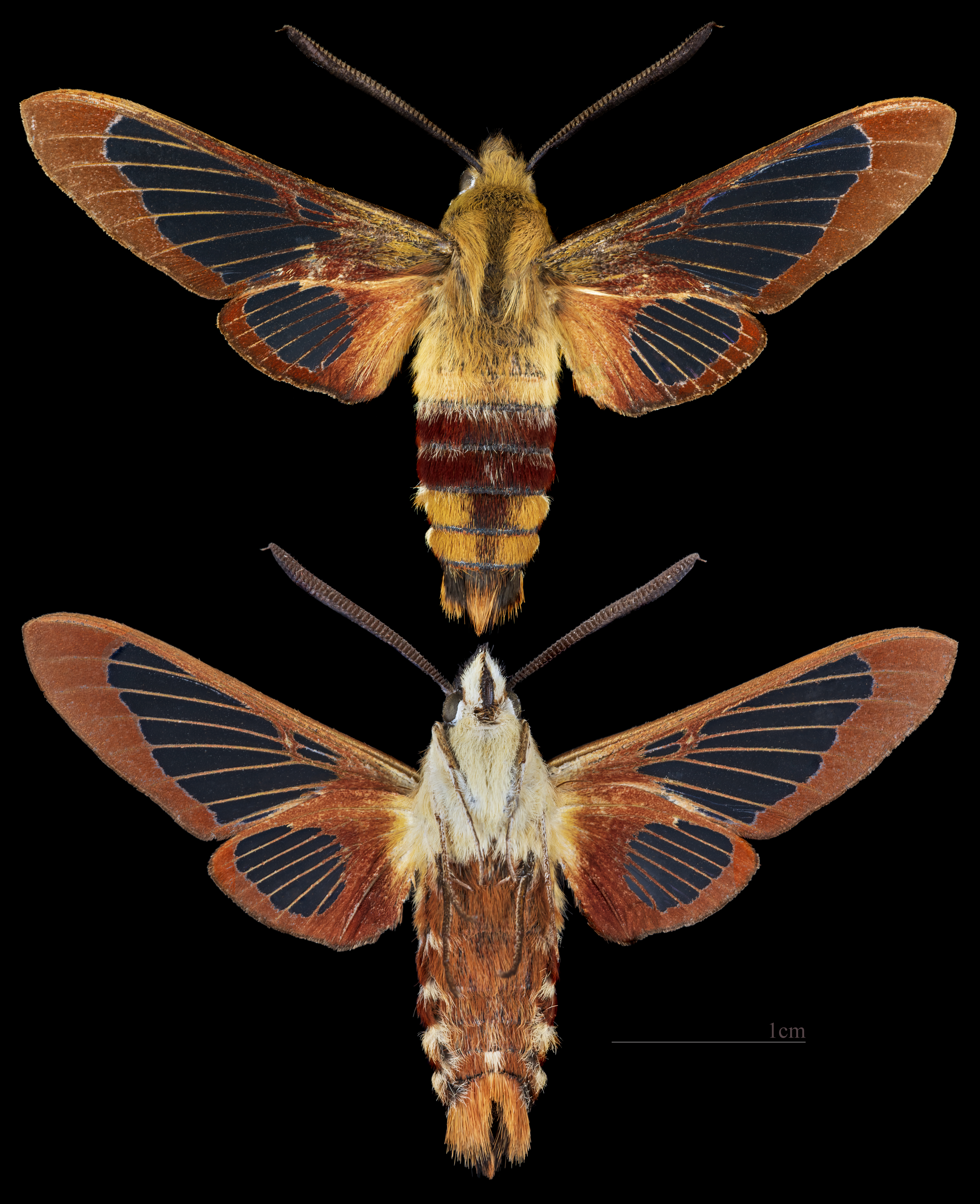
Hemaris thysbe
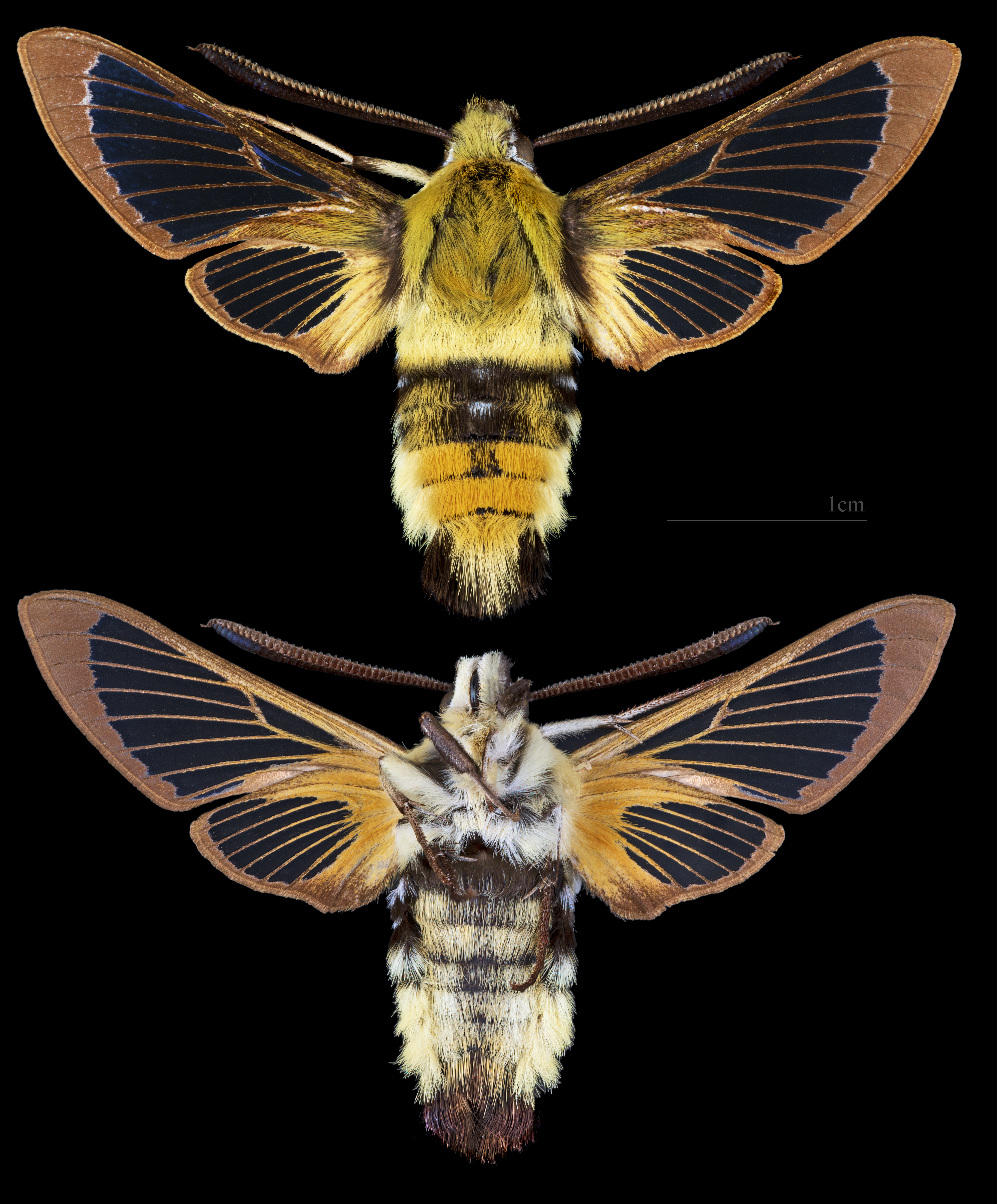
Hemaris tityus

## Belege